# Sedielkový priechod
Sedielkový priechod je sedlo v nadmořské výšce 1950 metrů ve Vysokých Tatrách v jižním hřebenu štítu Ostrá (Vysoké Tatry). Odděluje suťový vrchol Sedielková kopa na jihu a skalní hřeben Ostré na severu.

## Název
Sedielkový priechod nesl v minulosti několik verzí svého názvu. Sedilko bylo původně jméno pro dnešní Sedielkovou kopu (polsky Siodelko), protože téměř na vrcholu je Sedielková pláň připomínající mělké sedlo. Po druhé světové válce se název přenesl na vedlejší sedlo a pozměnil se na Sedielko. Protože jiné Sedielko v Malé Studené dolině je turisticky významnější, bylo sedlo ve Furkotské dolině přejmenováno na Sedielkový priechod (polsky Siodelko Furkotne).

## Přístup
- Z Furkotské doliny: Od Štrbského plesa se jde po červené a posléze žluté turistické značce směrem na lokalitu Škutnastá poľana. Zde se opouští značená cesta a mírně se stoupá podél bezejmenného potůčku ke dvěma Sedielkovým plieskům. Odtud strmě vzhůru po starém loveckém chodníku až na sedlo.

- Z Važecké doliny: Z Jamrichova rozcestí na silnici Podbanské - Štrbské Pleso se jde po modré turistické značce k rozcestí Biely Váh na Tatranské magistrále. Po málo znatelné stezce bez značení se stoupá podél potoka Biely Váh do lokality Pred Handel. Zde se odbočuje do Suché doliny. Závěrečný výstup na sedlo vede kamenitým travnatým svahem. Do Suché doliny je zakázaný vstup z důvodu ochrany přírody.

## Galerie

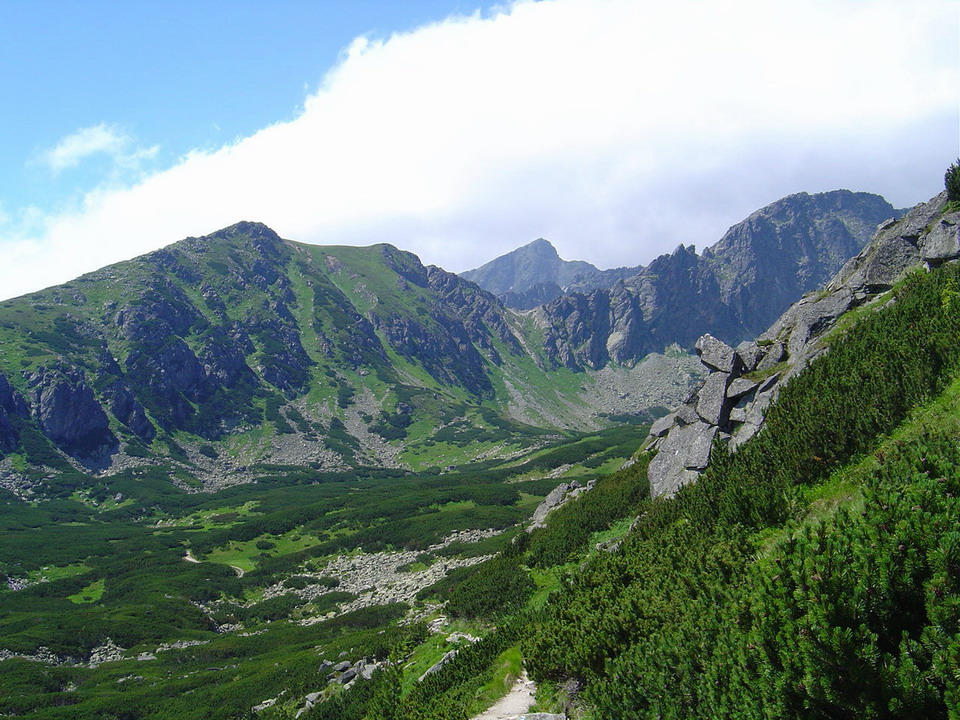
Sedielkový priechod nad Furkotskou dolinou
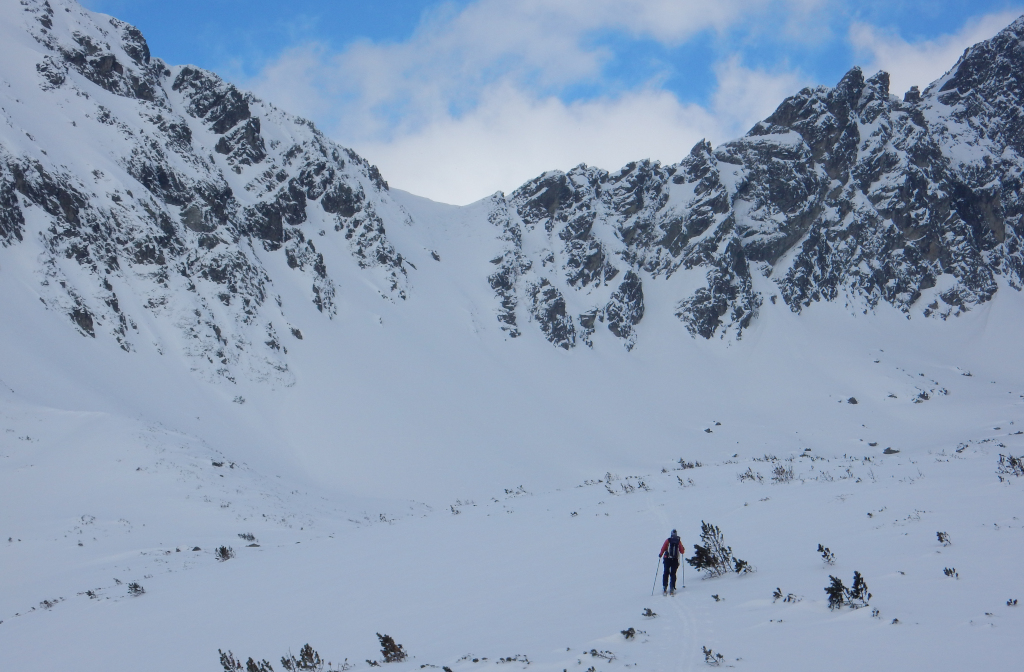
Sedielkovy priechod nad Furkotskou dolinou v zimě
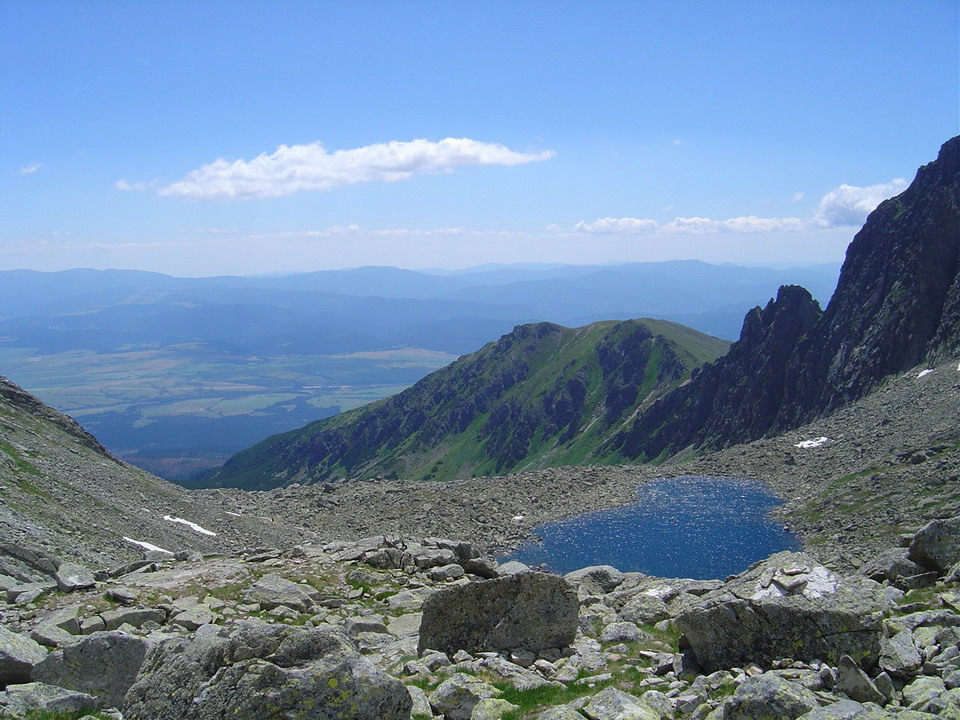
Sedielkový priechod se nachází pod Nižným Wahlenbergovým plesem
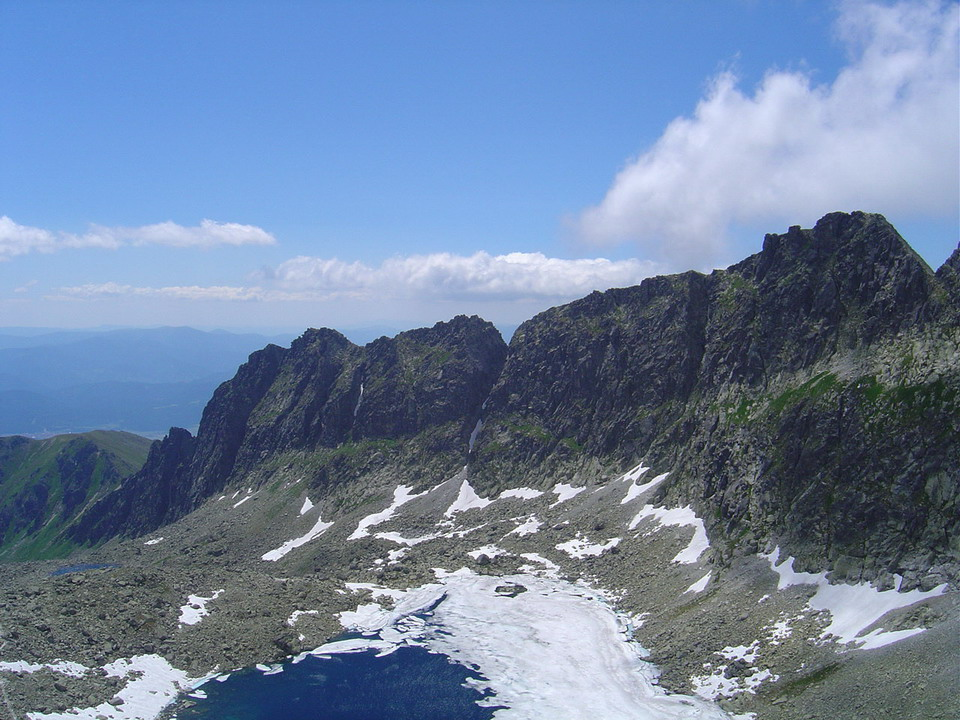
Sedielkový prechod vlevo pod Ostrou